# Takum
Takum è una città della Repubblica Federale della Nigeria appartenente allo stato di Taraba.
È il capoluogo dell'omonima area a governo locale (local government area) che si estende su una superficie di 2.503 km² e conta una popolazione di 135.349 abitanti.